# U-103 (tàu ngầm Đức) (1940)
U-103 là một tàu ngầm tuần dương  Lớp Type IX thuộc phân lớp Type IXB được Hải quân Đức Quốc Xã chế tạo trong Chiến tranh Thế giới thứ hai. Nhập biên chế năm 1940, nó đã thực hiện tổng cộng mười một chuyến tuần tra, đánh chìm tổng cộng 46 tàu buôn với tổng tải trọng 238.944 GRT, đồng thời gây hư hại cho ba tàu buôn khác có tổng tải trọng 28.158 GRT. Chiếc tàu ngầm được xếp thứ hai trong số những tàu U-boat thành công nhất trong Thế Chiến II. U-103 được rút về làm nhiệm vụ huấn luyện trong khu vực biển Baltic từ giữa năm 1941; và khi Thế Chiến II bước vào giai đoạn kết thúc, trong khuôn khổ Chiến dịch Regenbogen, nó bị đánh đắm tại Kiel vào ngày 3 tháng 5, 1945 để tránh bị lọt vào tay lực lượng Đồng Minh.

## Thiết kế và chế tạo

### Thiết kế
Thiết kế của tàu ngầm Type IXB là phiên bản nâng cấp nhỏ từ Type IXA, tăng thêm trữ lượng nhiên liệu để kéo dài tầm xa hoạt động. Chúng có trọng lượng choán nước 1.051 t (1.034 tấn Anh) khi nổi và 1.178 t (1.159 tấn Anh) khi lặn. Con tàu có chiều dài chung 76,50 m (251 ft 0 in), lớp vỏ trong chịu áp lực dài 58,75 m (192 ft 9 in), mạn tàu rộng 6,51 m (21 ft 4 in), chiều cao 9,60 m (31 ft 6 in) và mớn nước 4,70 m (15 ft 5 in).
Chúng trang bị hai động cơ diesel MAN M 9 V 40/46 siêu tăng áp 9-xy lanh 4 thì, tổng công suất 4.400 PS (3.200 kW; 4.300 bhp), dẫn động hai trục chân vịt đường kính 1,92 m (6,3 ft), cho phép đạt tốc độ tối đa 18,2 kn (33,7 km/h), và tầm hoạt động tối đa 12.000 nmi (22.000 km) khi đi tốc độ đường trường 10 kn (19 km/h). Khi đi ngầm dưới nước, chúng sử dụng hai động cơ/máy phát điện Siemens-Schuckert 2 GU 345/34 tổng công suất 1.000 PS (740 kW; 990 shp). Tốc độ tối đa khi lặn là 7,3 kn (13,5 km/h), và tầm hoạt động 64 nmi (119 km) ở tốc độ 4 kn (7,4 km/h). Con tàu có khả năng lặn sâu đến 230 m (750 ft).
Vũ khí trang bị có sáu ống phóng ngư lôi 53,3 cm (21 in), bao gồm bốn ống trước mũi và hai ống phía đuôi, và mang theo tổng cộng 22 quả ngư lôi 53,3 cm (21 in). Tàu ngầm Type IX trang bị một hải pháo 10,5 cm (4,1 in) SK C/32 với 110 quả đạn, một pháo phòng không 3,7 cm (1,5 in) SK C/30 và hai pháo phòng không 2 cm (0,79 in) C/30. Thủy thủ đoàn bao gồm 4 sĩ quan và 44 thủy thủ.

### Chế tạo
U-103 được đặt hàng vào ngày 24 tháng 5, 1938, và được đặt lườn tại xưởng tàu AG Weser của hãng DeSchiMAG ở Bremen vào ngày 6 tháng 9, 1939. Nó được hạ thủy vào ngày 12 tháng 4, 1940, và nhập biên chế cùng Hải quân Đức Quốc Xã vào ngày 5 tháng 7, 1940 dưới quyền chỉ huy của Hạm trưởng, Thiếu tá Hải quân Victor Schütze.

## Lịch sử hoạt động

### 1940

#### Chuyến tuần tra thứ nhất
U-103 xuất phát từ Kiel vào ngày 21 tháng 9, 1940 cho chuyến tuần tra đầu tiên trong chiến tranh. Nó băng qua khe GIUK giữa các quần đảo Shetland và Faroe để hoạt động trong vùng biển Bắc Đại Tây Dương về phía Tây Bắc Scotland và Ireland.
U-103 phải tiêu phí đến bốn quả ngư lôi mới đánh chìm được mục tiêu đầu tiên của nó, tàu chở dầu Na Uy Nina Borthen 6.123 GRT, vào ngày 6 tháng 10. Đến ngày 9 tháng 10, nó tấn công Đoàn tàu SC 6 ở vị trí 37 nmi (69 km) về phía Tây Bắc Rockall, đánh chìm các tàu buôn Hy Lạp Zanes Gounaris 4.407 GRT và Delphin 3.816 GRT, đồng thời gây hư hại cho tàu buôn Anh Graigwen 3.697 GRT. Chiếc tàu ngầm tiếp tục đánh chìm tàu buôn Estonia Nora 1.186 GRT vào ngày 13 tháng 10, và tàu buôn Anh Thistlegarth 4.747 GRT ở vị trí 45 nmi (83 km) về phía Tây Bắc Rockall vào ngày 15 tháng 10.
Kết thúc chuyến tuần tra, U-103 đi đến căn cứ mới tại cảng Lorient bên bờ biển Đại Tây Dương của Pháp đã bị Đức chiếm đóng, đến nơi vào ngày 19 tháng 10.

#### Chuyến tuần tra thứ hai
U-103 xuất phát từ cảng Lorient vào ngày 9 tháng 11 cho chuyến tuần tra thứ hai, và hoạt động tại vùng biển phía Tây Bắc Ireland (Khu vực Tiếp cận phía Tây). Nó bị tàu corvette HMS Rhododendron thả mìn sâu tấn công ở vị trí về phía Tây Bắc Ireland vào ngày 11 tháng 11, nhưng thoát được mà không chịu hư hại. Sau đó nó lần lượt đánh chìm các tàu buôn Anh Daydawn 4.768 GRT và tàu buôn Hy Lạp Victoria 6.085 GRT cùng thuộc Đoàn tàu OB-244 vào ngày 21 tháng 11; tàu buôn Anh Glenmoor 4.393 GRT vào ngày 27 tháng 11; các tàu buôn Hy Lạp Mount Athos 5.378 GRT và tàu buôn Anh St. Elwyn 4.940 GRT vào ngày 28 tháng 11. Sau đó đến lượt các tàu chở hành khách Anh Calabria 9.515 GRT vào ngày 8 tháng 12  và tàu buôn Anh Empire Jaguar 5.186 GRT vào ngày hôm sau. U-103 quay trở về cảng Lorient vào ngày 12 tháng 12.

### 1941

#### Chuyến tuần tra thứ ba
U-103 xuất phát từ cảng Lorient vào ngày 21 tháng 1 cho chuyến tuần tra thứ ba, và đã hoạt động trong vùng biển Bắc Đại Tây Dương về phía Tây Bắc Scotland và phía Nam Iceland. Vào ngày 13 tháng 2, U-103 phóng ngư lôi đánh trúng và gây hư hại cho tàu chở dầu Anh Arthur F. Corwin 10.516 GRT vốn bị tách khỏi Đoàn tàu HX-106; và Arthur F. Corwin bị tàu ngầm U-98 đánh chìm cùng ngày hôm đó. Sau đó liên tiếp trong ba ngày từ ngày 17 tháng 2, chiếc U-boat lần lượt đánh chìm tàu chở dầu Anh Edwy R. Brown 10.455 GRT; tàu buôn Anh Seaforth 5.459 GRT; và tàu buôn Na Uy Benjamin Franklin 7.034 GRT. Trong số thủy thủ đoàn của Benjamin Franklin, bảy người được tàu corvette Anh HMS Pimpernel giải cứu và đưa đến Liverpool, còn 29 người khác được tàu buôn Ai Cập Memphis cứu vớt, nhưng bản thân Memphis hỏng động cơ và đắm vào ngày 28 tháng 2 làm thiệt mạnh toàn bộ số người trên tàu. Kết thúc chuyến tuần tra, U-103 quay trở về căn cứ Lorient vào ngày 24 tháng 2.

#### Chuyến tuần tra thứ tư
Xuất phát từ cảng Lorient vào ngày 1 tháng 4 cho chuyến tuần tra tiếp theo, U-103 hướng xuống phía Nam để hoạt động ngoài khơi bờ biển Tây Phi; đây trở thành chuyến tuần tra dài ngày nhất của chiếc U-boat với 103 ngày hoạt động trên biển. Ở vị trí khoảng 41 nmi (76 km) về phía Tây Nam quần đảo Cape Verde , nó đã đánh chìm tàu buôn Na Uy Polyana 2.267 GRT tại tọa độ 12°45′B 28°21′T / 12,75°B 28,35°T vào ngày 24 tháng 4. Sang đầu tháng 5, nó lần lượt đánh chìm các tàu buôn Anh Samsø 1.494 GRT, Wray Castle 4.253 GRT, Surat 5.529 GRT, Dunkwa 4.752 GRT và City of Winchester 7.120 GRT. U-103 đánh chìm thêm bảy tàu buôn khác ngoài khơi bờ biển Châu Phi trước khi quay trở về căn cứ Lorient vào ngày 12 tháng 7.

#### Chuyến tuần tra thứ năm
Trong chuyến tuần tra thứ năm diễn ra từ ngày 10 tháng 9 đến ngày 9 tháng 11, U-103 tiếp tục đi xuống phía Nam để hoạt động dọc bờ biển Tây Phi. Nó đánh chìm các tàu buôn Anh Niceto de Larrinaga 5.591 GRT và Edward Blyden 5.003 GRT ở vị trí về phía Tây quần đảo Canaria vào ngày 22 tháng 9. Sau đó đến lượt tàu buôn Anh Lapwing 1.348 GRT bị đánh chìm vào ngày 26 tháng 9.

### 1942

#### Chuyến tuần tra thứ sáu
U-103 khởi hành từ cảng Lorient vào ngày 3 tháng 1, 1942 cho chuyến tuần tra thứ sáu; nó băng qua suốt Đại Tây Dương để hoạt động dọc theo bờ biển phía Đông Hoa Kỳ trong khuôn khổ Chiến dịch Drumbeat. Ở vị trí 90 nmi (170 km) ngoài khơi cửa sông Delaware vào ngày 2 tháng 2, nó tấn công tàu chở dầu W. L. Stead 6.182 GRT. Một quả ngư lôi trúng đích đã khiến con tàu Hoa Kỳ bốc cháy, nhưng sóng biển đã dập tắt hỏa hoạn, nên chiếc U-boat phải bắn 83 phát đạn pháo và phóng thêm hai quả ngư lôi nữa mới đánh chìm được W. L. Stead tại tọa độ 38°25′B 72°43′T / 38,417°B 72,717°T. Sau đó trong các ngày 4 và 5 tháng 2, chiếc U-boat lại đánh chìm các chiếc San Gil 3.627 GRT, India Arrow 8.327 GRT và China Arrow 8.403 GRT cùng tại khu vực này, trước khi kết thúc chuyến tuần tra tại Lorient vào ngày 1 tháng 3.

#### Chuyến tuần tra thứ bảy
U-103 bắt đầu chuyến tuần tra thứ bảy khi xuất phát từ Lorient vào ngày 15 tháng 4, và tiếp tục băng qua suốt Đại Tây Dương để hoạt động dọc bờ biển Hoa Kỳ, nơi nó đánh chìm tàu buôn Anh Stanbank 5.966 GRT ở vị trí về phía Đông Bắc Bermuda vào ngày 5 tháng 5. Chiếc U-boat sau đó xâm nhập vào khu vực biển Caribe và vịnh Mexico, nơi nó đánh chìm thêm tám tàu buôn khác có tổng tải trọng 36.215 GRT. Nó quay trở về Lorient vào ngày 22 tháng 6.

#### Chuyến tuần tra thứ tám
U-103 khởi hành từ cảng Lorient vào ngày 21 tháng 10 cho chuyến tuần tra thứ tám để hoạt động tại khu vực giữa Đại Tây Dương.  Ở vị trí về phía Bắc Madeira vào ngày 31 tháng 10, nó đã đánh chìm chiếc tàu buôn Anh Tasmania 6.405 GRT, rồi đến ngày 6 tháng 12 lại đánh chìm chiếc tàu buôn Anh Henry Stanley  GRT và bắt giữ hạm trưởng của Henry Stanley như tù binh. U-103 tiếp tục gây hư hại cho chiếc tàu buôn Anh Hororata 12.945 GRT ở vị trí về phía Bắc quần đảo Azores vào ngày 13 tháng 12 trước khi kết thúc chuyến tuần tra tại Lorient vào ngày 29 tháng 12.

### 1943

#### Chuyến tuần tra thứ chín
U-103 thực hiện chuyến tuần tra thứ chín từ ngày 7 tháng 2 đến ngày 26 tháng 3, 1943, cùng xuất phát và kết thúc tại cảng Lorient. Chiếc tàu ngầm đã hoạt động trong Đại Tây Dương về phía Tây Bồ Đào Nha cho đến tận lối ra vào eo biển Gibraltar và ngoài khơi bờ biển Maroc, nhưng đã không tìm thấy mục tiêu nào.

#### Chuyến tuần tra thứ mười
Trong chuyến tuần tra thứ mười xuất phát từ Lorient vào ngày 24 tháng 4, U-103 hướng sang phía Tây để hoạt động tại khu vực Trung tâm Đại Tây Dương. Trên đường đi vào ngày 27 tháng 4, nó bị một máy bay ném bom Vickers Wellington thuộc Liên đội 172 Không quân Hoàng gia Anh trang bị đèn Leigh phát hiện qua radar. Sáu quả mìn sâu đã được ném xuống tấn công, nhưng chiếc tàu ngầm chỉ bị hư hại nhẹ. Trên đường quay trở về, U-103 lại bị một máy bay ném bom Armstrong Whitworth Whitley tấn công vào ngày 22 tháng 5, chiếc tàu ngầm đã chống trả bằng pháo phòng không và không bị hư hại, trước khi về đến căn cứ Lorient bốn ngày sau đó.

#### Chuyến tuần tra thứ mười một
Sau khi chuyển căn cứ hoạt động từ Lorient đến cảng Brest, Pháp vào giữa tháng 9, U-103 khởi hành từ đây vào ngày 23 tháng 9 cho chuyến tuần tra thứ mười một, cũng là chuyến cuối cùng trong chiến tranh. Chiếc tàu ngầm hướng xuống phía Nam để hoạt động dọc bờ biển Tây Phi, nơi vào ngày 31 tháng 10 nó đã rải một bãi tám quả thủy lôi TMC ngoài khơi Takoradi, Ghana. Kết thúc chuyến tuần tra, nó không quay trở lại các cảng Pháp, nhưng vòng qua quần đảo Anh và băng ngược khe GIUK để quay trở lại vùng biển Na Uy. Nó về đến cảng Bergen, Na Uy vào ngày 1 tháng 1, 1944, và tiếp tục đi đến cảng Kiel, Đức vao ngày 7 tháng 1.

### 1944 - 1945
U-103 được rút khỏi phục vụ trên tuyến đầu từ tháng 3, 1944 và hoạt động như một tàu huấn luyện. Con tàu di chuyển từ Gotenhafen (nay lả Gdynia thuộc Ba Lan) đến Hamburg vào tháng 1, 1945, rồi sang tháng 4 lại chuyển từ Hamburg trở lại Kiel. Khi cuộc xung đột bước vào giai đoạn kết thúc, theo dự định của Chiến dịch Regenbogen, U-103 bị thủy thủ đoàn đánh đắm tại Kiel vào ngày 3 tháng 5, 1945, tại tọa độ 54°20′B 10°06′Đ / 54,333°B 10,1°Đ, để tránh bị lọt vào tay lực lượng Đồng Minh.

### "Bầy sói" tham gia
U-103 từng tham gia chín bầy sói:
- Störtebecker (5 – 7 tháng 11, 1941)
- Streitaxt (29 tháng 10 – 2 tháng 11, 1942)
- Schlagetot (9 – 21 tháng 11, 1942)
- Westwall (21 tháng 11 – 16 tháng 12, 1942)
- Robbe (16 tháng 2 – 12 tháng 3, 1943)
- Wohlgemut (12 – 19 tháng 3, 1943)
- Amsel 4 (4 – 6 tháng 5, 1943)
- Rhein (7 – 10 tháng 5, 1943)
- Elbe 2 (10 – 14 tháng 5, 1943)

### Tóm tắt chiến công
U-103 đã đánh chìm tổng cộng 46 tàu buôn với tổng tải trọng 238.944 GRT, đồng thời gây hư hại cho ba tàu buôn khác có tổng tải trọng 28.158 GRT. Chiếc tàu ngầm được xếp thứ hai trong số những tàu U-boat thành công nhất trong Thế Chiến II.
| Ngày              | Tên tàu            | Quốc tịch      | Tải trọng | Số phận      |
| ----------------- | ------------------ | -------------- | --------- | ------------ |
| 6 tháng 10, 1940  | Nina Borthen       | Norway         | 6.123     | Bị đánh chìm |
| 9 tháng 10, 1940  | Delphin            | Greece         | 3.816     | Bị đánh chìm |
| 9 tháng 10, 1940  | Graigwen           | United Kingdom | 3.697     | Bị hư hại    |
| 9 tháng 10, 1940  | Zannes Gounaris    | Greece         | 4.407     | Bị đánh chìm |
| 13 tháng 10, 1940 | Nora               | Estonia        | 1.186     | Bị đánh chìm |
| 15 tháng 10, 1940 | Thislegarth        | United Kingdom | 4.747     | Bị đánh chìm |
| 21 tháng 11, 1940 | Daydawn            | United Kingdom | 4.768     | Bị đánh chìm |
| 21 tháng 11, 1940 | Victoria           | Greece         | 6.085     | Bị đánh chìm |
| 27 tháng 11, 1940 | Glenmoor           | United Kingdom | 4.393     | Bị đánh chìm |
| 28 tháng 11, 1940 | Mount Athos        | Greece         | 3.578     | Bị đánh chìm |
| 28 tháng 11, 1940 | St. Elwyn          | United Kingdom | 4.940     | Bị đánh chìm |
| 8 tháng 12, 1940  | Calabria           | United Kingdom | 9.515     | Bị đánh chìm |
| 9 tháng 12, 1940  | Empire Jaguar      | United Kingdom | 5.186     | Bị đánh chìm |
| 13 tháng 2, 1941  | Arthur F. Corwin   | United Kingdom | 10.516    | Bị hư hại    |
| 17 tháng 2, 1941  | Edwy R. Brown      | United Kingdom | 10.455    | Bị đánh chìm |
| 18 tháng 2, 1941  | Seaforth           | United Kingdom | 5.459     | Bị đánh chìm |
| 19 tháng 2, 1941  | Benjamin Franklin  | Norway         | 7.034     | Bị đánh chìm |
| 25 tháng 4, 1941  | Polyana            | Norway         | 2.267     | Bị đánh chìm |
| 1 tháng 5, 1941   | Samsø              | United Kingdom | 1.494     | Bị đánh chìm |
| 3 tháng 5, 1941   | Wray Castle        | United Kingdom | 4.253     | Bị đánh chìm |
| 6 tháng 5, 1941   | Dunkwa             | United Kingdom | 4.752     | Bị đánh chìm |
| 6 tháng 5, 1941   | Surat              | United Kingdom | 5.529     | Bị đánh chìm |
| 9 tháng 5, 1941   | City of Winchester | United Kingdom | 7.120     | Bị đánh chìm |
| 11 tháng 5, 1941  | City of Shanghai   | United Kingdom | 5.828     | Bị đánh chìm |
| 22 tháng 5, 1941  | British Grenadier  | United Kingdom | 6.857     | Bị đánh chìm |
| 24 tháng 5, 1941  | Marionga           | Greece         | 4.236     | Bị đánh chìm |
| 25 tháng 5, 1941  | Radames            | Egypt          | 3.575     | Bị đánh chìm |
| 25 tháng 5, 1941  | Wangi Wangi        | Netherlands    | 7.789     | Bị đánh chìm |
| 8 tháng 6, 1941   | Elmdene            | United Kingdom | 4.853     | Bị đánh chìm |
| 29 tháng 6, 1941  | Erani              | Italy          | 6.619     | Bị đánh chìm |
| 22 tháng 9, 1941  | Edward Blyden      | United Kingdom | 5.003     | Bị đánh chìm |
| 22 tháng 9, 1941  | Niceto de Larringa | United Kingdom | 5.591     | Bị đánh chìm |
| 26 tháng 9, 1941  | Lapwing            | United Kingdom | 1.348     | Bị đánh chìm |
| 2 tháng 2, 1942   | W. L. Steed        | United States  | 6.182     | Bị đánh chìm |
| 4 tháng 2, 1942   | India Arrow        | United States  | 8.327     | Bị đánh chìm |
| 4 tháng 2, 1942   | San Gil            | United States  | 3.627     | Bị đánh chìm |
| 5 tháng 2, 1942   | China Arrow        | United States  | 8.403     | Bị đánh chìm |
| 5 tháng 2, 1942   | Stanbank           | United States  | 5.966     | Bị đánh chìm |
| 17 tháng 5, 1942  | Ruth Lykes         | United States  | 2.612     | Bị đánh chìm |
| 19 tháng 5, 1942  | Ogontz             | United States  | 5.037     | Bị đánh chìm |
| 21 tháng 5, 1942  | Clare              | United States  | 3.372     | Bị đánh chìm |
| 21 tháng 5, 1942  | Elizabeth          | United States  | 4.727     | Bị đánh chìm |
| 23 tháng 5, 1942  | Samuel Q. Brown    | United States  | 6.625     | Bị đánh chìm |
| 24 tháng 5, 1942  | Hector             | Netherlands    | 1.828     | Bị đánh chìm |
| 26 tháng 5, 1942  | Alcoa Carrier      | United States  | 5.588     | Bị đánh chìm |
| 28 tháng 5, 1942  | New Jersey         | United States  | 6.414     | Bị đánh chìm |
| 31 tháng 10, 1942 | Tasmania           | United Kingdom | 6.405     | Bị đánh chìm |
| 6 tháng 12, 1942  | Henry Stanley      | United Kingdom | 5.025     | Bị đánh chìm |
| 13 tháng 12, 1942 | Hororata           | United Kingdom | 13.945    | Bị hư hại    |